# سینه‌سرخ آرام
سینه‌سرخ (اقیانوس) آرام (نام علمی: Petroica pusilla) نام یک گونه از سرده سینه‌سرخ‌های سنگ‌نشین است.